# Frontera entre Líbia i Malta
La frontera entre Líbia i Malta és íntegrament marítima i es troba a la mar Mediterrània.
La delimitació va ser objecte d'una decisió del Tribunal Internacional de Justícia que es va pronunciar en un judici el 3 de juny de 1985: va considerar que el mètode de l'equidistància no s'havia d'imposar i que no seria l'únic mètode apropiat.
Es va formalitzar un tractat bilateral l'any següent amb un segment de demarcació definit per 11 punts:
- Punt 1 : 34° 40'46"N 13° 50'00"E
- Punt 2 : 34° 40'10"N 13° 52'31"E
- Punt 3 : 34° 39'16"N 13° 56'09"E
- Punt 4 : 34° 37'11"N 14° 04'15"E
- Punt 5 : 34° 37'02"N 14° 05'14"E
- Punt 6 : 34° 35'20"N 14° 15'37"E
- Punt 7 : 34° 34'07"N 14° 23'54"E
- Punt 8 : 34° 33'07"N 14° 31'29"E
- Punt 9 : 34° 32'18"N 14° 37'24"E
- Punt 10 : 34° 31'20"N 14° 49'07"E
- Punt 11 : 34° 29'53"N 15° 10'00"E